# Café Puls
Café Puls ist ein Fernsehmagazin auf den Privatsendern ProSieben Austria, Sat.1 Österreich und Puls 4, das zwischen 5:30 Uhr und 9 Uhr ausgestrahlt wird (auf Puls 4 zwischen 5:30 Uhr und 12 Uhr).
Das Frühstücksfernsehen Café Puls wird vom österreichischen Privatsender Puls 4 produziert, seit Herbst 2005 wird die Sendung auch von ProSieben Austria und Sat.1 Österreich gezeigt. Bis Oktober 2007 wurde Cafe Puls ebenso auf kabel eins austria gezeigt. Die Sendung hat einen Marktanteil von 15 Prozent.

## Allgemeines
Das Programmspektrum umfasst neben Politik und Chronik vor allem Lifestyle, Wellness, Gesundheit, Sport, Motorsport, Kultur. Verkehrsnachrichten, Horoskope, Koch- und Veranstaltungstipps ergänzen das Konzept. Die Sendung beinhaltet halbstündliche Nachrichten unter dem Namen Café Puls aktuell – sowie Wettervorhersagen.
Schon mit dem 4-jährigen Bestehen von PULS4 bekam Café Puls auch ein neues On-Air-Design sowie ein Design-Refresh des Studios.
Die neuen Elemente sollen vor allem moderner wirken.
Hinzu kam eine neue etwa 2-4 minütige "Wettershow", die nach dem halbstündlichen sowie stündlichen Nachrichten abwechselnd von Verena Schneider und Ursula Wares moderiert wird.
Mit dem Umzug des Senders 2012/13 vom Wiener Museumsquartier nach St. Marx kam ein ähnliches modernes, etwas runderes Café-Puls-Studio zum Einsatz.
Bereits im Sommer 2014 kündigte man ein neues Café-Puls-Studio an und sendete in den Übergangsmonaten aus einem "Baustellenstudio", welches etwas gelber sowie kleiner gehalten war.
Im September 2014 bekam die Sendung dann wiederholt ein neues Design, diesmal wurde vom Studio über das Design, allen Elementen ein neues Aussehen gegeben. Auch die Signation ersetze man.
Erstmals werden dabei die Nachrichten sowie die Frühstückssendung selbst aus ein und demselben Studio gesendet, welches über 200 Quadratmeter Fläche sowie in der Mitte eine Leinwand von 5,40 Meter Breite und 1,60 Meter Höhe verfügt und gleichzeitig auch für diverse weitere Eigenproduktionen von Puls 4 dient, wie etwa "Guten Abend Österreich" oder dem neuen Format "Puls 4 News Quiz".
Verändert wurden auch die Moderatoren-Teams. Das Moderatorenpaare aktuell sind Bianca Schwarzjirg und Florian Danner bzw. Julia Furdea und Jakob Glanzner. 

### Café Puls – Das Magazin
Seit 5. März 2018 wird die Sendung Café Puls – Das Magazin von Montag bis Freitag von 19:00 Uhr bis 19:15 Uhr auf PULS 4 ausgestrahlt.

## Kritik
Durch die Überblendung von damals drei Sendern (ProSieben, Sat.1 und kabel eins) kann das deutsche Originalprogramm dieser TV-Stationen während der Sendung Café Puls in Österreich per Kabelanschluss nicht mehr empfangen werden. Dies hat in Österreich bei Kabelkunden Beschwerden nach sich gezogen.

## Café Puls Hits
Es wurden einige Compilations veröffentlicht, die Songs beinhalten, die von Armin Doppelbauer im Laufe der Sendung präsentiert wurden.

## Aktuelle Moderatoren
- Florian Danner
- Bianca Schwarzjirg
- Jakob Glanzner
- Dori Bauer
- Miriam Pössnicker
- Johanna Setzer

- Jakob Wirl (News)
- Julia Furdea
- Bianca Ambros (News)
- Manuela Szinovatz (News)
- Sophia Angelides

## Ehemalige Moderatoren
- Leonie Baumkirchner, bis 2013
- Barbara Fleißner
- Ursula Wares (Wetter), wechselte zum ORF NÖ
- Fabian Kissler, moderiert seit 2013 die PULS 4 News
- Julian Kumpusch, bis 2014 (News)
- Norbert Oberhauser, moderiert seit 2013 "Guten Abend Österreich" sowie "Puls 4 News Quiz"
- Manuela Raidl, bis 2008
- Christian Stephan, tritt seit 2014 als Comedian in der Sendung auf
- Carsten-Pieter Zimmermann, bis 2014 (News)
- Vanessa Kuzmich, bis 2018 (Wetter)
- Andreas Seidl bis 2023

## Leitung
- Marian Kocsan